# Traugott Herr
Traugott Herr (16 de setembro de 1890 - 13 de abril de 1976) foi um oficial alemão que serviu no Deutsches Heer durante a Segunda Guerra Mundial. Foi condecorado com a Cruz de Cavaleiro da Cruz de Ferro com Folhas de Carvalho e Espadas.

## Condecorações
| Cruz de Ferro (1914) 2ª Classe                                             | 14 de setembro de 1914                       |
| Cruz de Ferro (1914) 1ª Classe                                             | 21 de outubro de 1915                        |
| Distintivo de Feridos (1914) em Preto                                      |                                              |
| Ordem da Casa de Hohenzollern com Espadas                                  |                                              |
| Cruz do Mérito Militar da Baviera 3ª Classe                                |                                              |
| Distintivo Panzer em Prata                                                 |                                              |
| Cruz de Ferro (1939) 2ª Classe                                             | 24 de setembro de 1939                       |
| Cruz de Ferro (1939) 1ª Classe                                             | 12 de maio de 1940                           |
| Cruz de Cavaleiro da Cruz de Ferro                                         | 2 de outubro de 1941                         |
| Cruz de Cavaleiro da Cruz de Ferro com Folhas de Carvalho nº 110           | 9 de agosto de 1942                          |
| Cruz de Cavaleiro da Cruz de Ferro com Folhas de Carvalho e Espadas nº 117 | 18 de dezembro de 1944                       |
| Mencionado duas vezes na Wehrmachtbericht                                  | 24 de junho de 1944 e 22 de setembro de 1944 |